# Forté Agent
Forté Agent – czytnik grup dyskusyjnych w środowisku Windows.
Popularny w połowie lat 90., był pierwszym przyjaznym dla użytkownika programem do obsługi grup dyskusyjnych; wkrótce stracił na znaczeniu po ukazaniu się czytnika Microsoftu Outlook Express, dostarczanego standardowo razem z systemem operacyjnym. Początkowo dostępny był w dwóch wersjach: darmowej (freeware) i płatnej, przy czym wersja darmowa cechowała się wieloma ograniczeniami, m.in. brakiem obsługi polskich znaków (w późniejszych wersjach darmowych dodano wiele funkcji, m.in. obsługę polskich znaków). Ostatnia wersja darmowa to 3.3, wersje nowsze są rozprowadzane wyłącznie jako shareware. Jest w dalszym ciągu używany przez wiele osób. Najnowszą (2014) wersją jest 8.0. Konkurencją nie jest już MS Outlook Express ale raczej 40tude Dialog.